# Litsea claviflora
Litsea claviflora är en lagerväxtart som beskrevs av James Sykes Gamble. Litsea claviflora ingår i släktet Litsea och familjen lagerväxter. Inga underarter finns listade i Catalogue of Life.